# Zuigercompressor

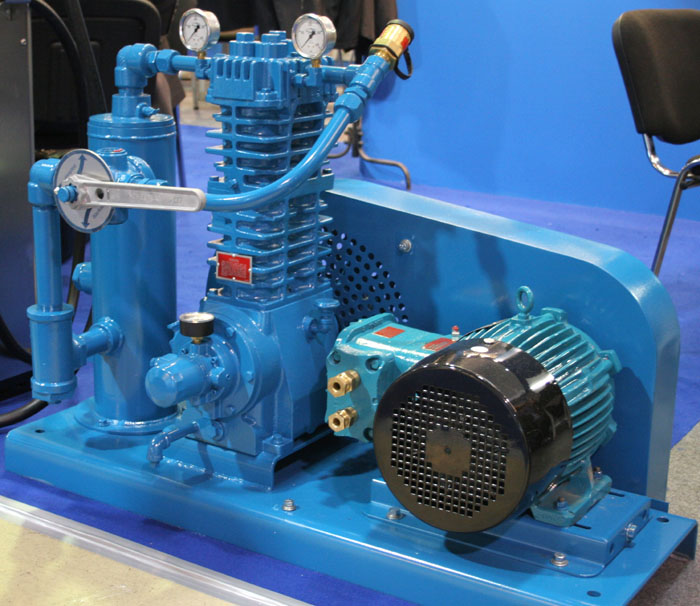
Zuigercompressor

Werking van een zuigercompressor

Een zuigercompressor is een compressor die door middel van een heen- en weergaande zuiger in een cilinder in de inlaatslag gas aanzuigt via een inlaatventiel en in de compressieslag het gas samenperst en via een ander ventiel beschikbaar stelt.
Voor het oppompen van een autoband of een pneumatische niet- of spijkermachine, wordt meestal een zuigercompressor toegepast, echter enkel bij niet al te grote hoeveelheden samengeperste lucht. Dit type compressor wordt ook gebruikt als compressor in de koelcyclus van koelkasten. Ook een fietspomp is in feite een zuigercompressor.
Het principe van de zuigercompressor wordt ook toegepast bij tweetaktmotoren. De bekendste zijn van DKW- en Montesa-motorfietsen.